# Mémoires de la Société d'agriculture du départment de la Seine
Mémoires de la Société d'agriculture du département de la Seine (abreviado Mem. Soc. Agr. Dept. Seine) fue una revista con ilustraciones y descripciones botánicas que publicada en París desde 1785 hasta 1872.